# Rover SD1
Rover SD1 er dels et kodenavn og dels et produktionsnavn for en serie af øvre mellemklassebiler, der blev udviklet af Specialistafdelingen (‘Specialist Division’, senere 'Jaguar-Rover-Triumph division’ og senere igen Austin Rover afdelingen) i British Leyland fra 1976 til 1986, hvor modellen blev afløst af Rover 800-serien.
"SD" står for "Specialist Division" og "1" markerer, at det var den første model, der blev udviklet af den nyoprettede afdeling under British Leyland. Modellen SD1 blev ikke markedsført under SD1-navnet, men blev markedsført under flere forskellige navne, der relaterede sig til motorstørrelsen. 
SD1 var den sidste Rover solgt under Rover-mærket, der blev fremstillet på Rovers fabrik i Solihull. Senere Rover-modeller blev fremstillet på det tidligere British Motor Corporations fabrikker i Longbridge og Cowley. SD1 blev også den sidste egenudviklede Rover. Senere modeller blev udviklet baseret på Hondas modeller.
Rover SD1 var en vigtig satsning for Rover og for British Leyland, der op til introduktionen af den nye bil var plaget af et aldrende modelprogram og dårlig økonomi i koncernen. Den nye model var på nogle parametre nyskabende og innovativ, men udviklingen af den nye bil blev hastet igennem, ligesom bilens samlekvalitet lod meget tilbage at ønske.  Bilen modtog ved introduktionen ros fra motorpressen, og blev i 1977 kåret til Årets bil i Europa, men de mange kvalitetsproblemer medførte, at salget af den nye model skuffede. 

## Historie

### Baggrund
Rover, der siden 1967 havde været en del af Leyland Motors og siden 1968 British Leyland, påbegyndte i 1971 udviklingen af en ny bil, der skulle afløse både Rover P6 og Triumph 2000/2500. Designerne fra både Triumph og Rover udarbejdede forslag til den nye bil, og BL valgte forslaget fra Rover. David Bache blev sat i spidsen for arbejdsgruppen, der skulle udvikle det nye design. Inspirationen blev hentet fra Ferrari Daytona og Ferrari 365 GTC/4 og Pininfarinas designstudie for BMC 1800, der også havde inspireret designet af Citroën CX. Spen King var ansvarlig for ingeniørarbejdet. De to havde tidligere samarbejdet om udviklingen af Range Rover. Projektet fik oprindelig navnet RT1 (for Rover Triumph Number 1), men blev hurtigt ændret til to SD1 (for Specialist Division Number 1), da Rover og Triumph ved BL's divisionering var blevet placeret i BL's "Specialist Division".

### Design
Den nye bil blev fremstillet med simple løsninger i modsætning til forgængeren P6, der havde en række avancerede tekniske løsninger. BL's tilgang var baseret på en række markedsundersøgelser, der havde vist, at den gennemsnitlige forbruger ikke interesserede sig for teknikken, blot resultatet fungerede. Dertil kom, at BL allerede i begyndelsen af 1970'erne havde økonomiske problemer, der i 1975 ledte til BL's økonomiske kollaps.
Rovers planer om at bruge en ny 2,2 liters 16-ventileret firecylindret motor med elektronisk indsprøjtning blev afvist af BL's ledelse, der i stedet bestemte, at en ombygget udgave af Triumphs sekscylindrede motor skulle anvendes. I topmodellen skulle anvendes Rovers V8-motor, der var baseret på Buicks aldrende V8 i aluminium.
Indvendigt i kabinen adskilte SD1 sig fra tidligere Rover-modeller ved alene at anvende træ i begrænset omfang og i stedet at gøre brug af blød plastik. Modellen blev også udstyret med et mere strømlinet og stiliseret Rover-logo på kølerhjelmen, idet Bache ønskede, at SD1 fulgte de nyeste trends indenfor industrielt design og markerede et brud med fortiden.
Der blev planlagt en stationcar-variant af den nye model, og der blev fremstillet en prototype, men det blev opgivet at serieproducere SD1 som stationcar. 
Det var planlagt, at SD1 skulle produceres på det nye produktionsanlæg bygget ved Rovers historiske fabrik i Solihull sammen med Triumphs TR7. Produktionsanlægget var finansieret af den britiske regering, der havde nationaliseret British Leyland i 1975 efter koncernens økonomiske kollaps. På trods af det nye produktionsanlæg var samlekvaliteten i modellens levetid imidlertid under konkurrenternes, og bilen fik et dårligt ry som følge af de mange kvalitetsproblemer.

### Mark I (1976–1982)
Den nye bil blev introduceret i Storbritannien i juni 1976 som hatchback med Rovers V8-motor, der også blev benyttet i Rovers P6. I november 1977 blev SD1 med sekscylindrede 2,3 og 2,6 liters motorer introduceret i forbindelse med, at Rover udfasede Rover P6 og Triumph 2000. 
Motorpressen var begejstrede for den nye model, der blev kåret til European Car of the Year i 1977. SD1 blev introduceret i Kontinentaleuropa i marts 1977 på Geneva Motor Show tre måneder efter kåringen som "Årets Europæiske Bil". Forhandlerne kunne imidlertid ikke få venstrestyrede modeller, da flere strejker i British Leylands mange fabrikker havde forsinket produktionen. I Storbritannien modtog bilen og dens designteam i 1976 prisen "The Midlander of the Year Award" for sit bidrag til forøge prestigen i den engelske Midlands-region.
Bilens kvalitetsproblemer viste sig allerede under motorpressens test af den nye bil. Det britiske motormagasin Motor testede en 3500 i januar 1977 og roste Roverens generelle fortræffelighed, beskrev de også, at testbilen led af dårlige dørtætninger, som man kunne kigge igennem, og at der ved høj hastighed var en mærkelig vibration i styringen, som muligvis (eller muligvis ikke) skyldtes, at bilens forhjul ikke var korrekt afbalanceret. Bilens ventilation blev også kritiseret, da det virkede som om, at udblæsningsdyserne var blokerede. Andre problemer var maling, der skallede af; et problem der særlig plagede de tidlige modeller.

#### Kosmetiske justeringer og udvidelse af sortiment
Mellem 1976 og 1981 blev foretaget en række mindre ændringer af bilen, herunder nye emblemer på kølerhjelm og bagtil, og krom på sidespejlene. I 1979 blev introdceret en ny topmodel, V8-S, med yderligere ekstraudstyr og guld- eller sølvfarvede alufælge. V8-S blev i 1980 udskiftet med Vanden Plas (VP) modellen, der blev leveret med læderindtræk som standard.

#### Modeller på det nordamerikanske marked
Rover havde i 1970 trukket sig ud af det nordamerikanske marked, og forsøgte med SD1 at komme tilbage på dette marked. Rover fik i 1980 typegodkendelse af SD1, og vendte herefter tilbage til Nordamerika. Rover solgte alene SD1 som Rover 3500 med en V8-motor. Amerikanske myndigheder krævede, at bilens forlygter blev ændret, og at kofangerne skulle gøres større. De første eksemplarer blev solgt i 1980 med en V8-motor med karburatorer, men amerikanske krav om (begrænsning af) udstødningsgasser, medførte, at SD1 senere blev leveret med en anden anden motor med elektroniske indsprøjtning. Bilerne til det amerikanske marked blev bygget på Rovers fabrik i Solihull.
SD1 fik positive anmeldelser af den amerikanske motorpresse, og bilens pris var konkurrencedygtig med konkurrenter som BMW 5-Serie og tilsvarende Mercedes-Benz-modeller. På trods heraf solgte bilen dårligt. I 1980 blev alene solgt 480 biler i Nordamerika og i 1981 kun 774. Rover trak sig ud af det amerikanske marked i slutningen af 1981. 
Der er spekuleret over årsagerne til fiaskoen i Nordamerika. En årsag kunne have været den daværende svage dollarkurs, der gjorde importerede biler forholdsvis dyrere i forhold til amerikanske modeller, ligesom oliekrisen i 1979 medførte, at mange foretrak biler med et beskedent benzinforbrug. Rovers forhandlernetværk i Nordamerika var ikke særlig veludviklet, og Rover-mærket var efter 10 års pause på markedet ikke særlig kendt. hvortil kom, at British Leylands stramme økonomi ikke muliggjorde et større markedsføringsfremstød. For at spare penge lod British Leyland afholde samlet presseevent for både SD1 og Triumph TR8.

#### Omlægning af produktion
British Leyland blev i 1976 overtaget af den britiske regering, der året inden havde nedsat en kommission med det formål at komme med anbefalinger til at bringe koncernen på ret køl. Kommissionens gav i sin beretning (den såkaldte Ryder Report) en række anbefalinger af omlægning af British Leylands produktion, og som led heri blev produktionen af SD1 i 1981 flyttet til den tidligere Morris fabrik i Cowley. Fabrikken i Solihull skulle i stedet fremstille Land Rovere, og den dyrt ombyggede produktionslinje i Solihull, bygget for alene at fremstille SD1 and Triumph TR7, blev lagt i mølpose.
Allerede i 1981 blev planlagt en afløser til SD1, "Project XX", et samarbejde mellem BL og Honda om en ny øvre mellemklassebil, der siden blev til Rover 800-serien.

### Mark II (1982–1986)
I forbindelse med flytning af produktionen til Cowley fik SD1 et facelift, der blev introduceret i begyndelsen af 1982 (de sidste eksemplarer af serie 1 blev dog også bygget i Cowley). Den faceliftede model havde få ydre ændringer, men en del ændringer i kabinen. Instrumentbrættet blev ændret, og der kom træ ind i kabinen, efter kritik at, at plastikløsningerne forekom billige. Automatgearet i Serie 2 var nu fremstillet i Frankrig, stadig i tre trin, men bedre afstemt. Serie 2 havde også automatisk choker, da den manuelle choker i serie 1 havde haft en tendens til at bryde sammen.

### Flere varianter
I 1982 blev også introduceret firecylindrede varianter af SD1. De firecylindrede varianter blev udstyret med motoren for Morris Ital og blev solgt som Rover 2000. En anden firecylindret udgave var Rover 2400 SD Turbo, der som den eneste SD1 havde en dieselmotor. 2400 SD Turbos motor var taget fra italienske VM Motori, der også blev anvendt i Range Rovers Turbo D model.
Flagskibsmodellen var Rover Vitesse med en V8 med direkte indsprøjtning og et generelt højt udstyrsniveau.

### Ophør
I juli 1986 introducerede Rover sin Rover 800-serie, der var resultatet af et samarbejde med Honda og baseret på Honda Legend. VEd introduktionen af Rover 800 ophørte produktionen af SD1. SD1 kunne dog købes et godt stykke ind i 1987.

## Liste over modelnavne
Bilen blev aldrig solgt under navnet "SD1". De fremstillede modeller blev som regel solgt under et navn, der henviste til motorstørrelsen.
- Rover 2000
- Rover 2300
- Rover 2400 SD Turbo
- Rover 2600
- Rover 3500
- Rover 2000 S
- Rover 2300 S
- Rover 2400 SD Turbo S
- Rover 2600 S
- Rover 3500 S
- Rover V8-S
- Rover 2000 SE
- Rover 2300 SE
- Rover 2400 SD Turbo SE
- Rover 2600 SE
- Rover 3500 SE
- Rover Vitesse
- Rover 2000 Vanden Plas
- Rover 2300 Vanden Plas
- Rover 2400 SD Turbo Vanden Plas
- Rover 2600 Vanden Plas
- Rover 3500 Vanden Plas
- Rover 3500 Vanden Plas EFi

Ved introduktionen i 1976 blev den alene solgt som Rover 3500. Godt et år senere blev 2300 og 2600 tilføjet; V8-S var en kortlivet model, der blev introduceret senere og opgivet igen før det første facelift, hvorefter modelprogrammet bestod af 2300, 2300 S, 2600 S, 3500 SE og 3500 Vanden Plas. 2000 kom efter det første store facelift med 2400 SD-Turbo, 2600 SE, 2600 Vanden Plas, Vitesse og 3500 Vanden Plas EFi. Ved ophøret af produktionen bestod programmet af 2300, 2600 Vanden Plas og Vitesse.

## Politibil
Rover SD1 med V8-motorer var særdeles populære i det britiske politi, der benyttede modellen i 1970'erne og 1980'erne, primært inden for færdselspolitiet.
Kvalitetsproblemer fik dele af det britiske politi til hurtigt at udskifte SD1 med Ford Granada'er og Vauxhall Senator'er. Da Rover indstillede produktionen i 1986 opkbte politiet dog en del usolgte Vanden Plas 2300 and 2600 til brug i politiet.

## Produktion i Indien som Standard 2000
Efter SD1 var blevet afløst af Rover 800 i Europa i 1986 fortsatte SD1 i Indien i en udgave kaldet "Standard 2000". Den indiske udgave blev produceret fra 1985 til 1988 på Standards fabrik i Madras (i dag Chennai). Den indiske variant af SD1 var udstyret med en 2,0 liter motor med blot 83 hk. Den svage motor til den forholdsvis tunge bil var ikke en succes, og Standard indstillede produktionen af biler allerede  i 1988. 

## Galleri
- 1986 Rover Vitesse
- Kabinen i en SD1
- 1980 Rover 2600 mk 1
- Prototype Rover 3500 SD1 Stationcar (1976)
- Rover Vitesse TWR. Modellen havde succes i motorsport